# Ola Rapace
Pär Ola Norell (Tyresö, 3 de dezembro de 1971), mais conhecido como Ola Rapace, é um ator sueco. Ele é mais famoso por estrelar as séries de televisão Tusenbröder e Wallander, e o filme Tillsammans.
Ele teve uma pequena participação no filme Rancid em 2004. Ele também é conhecido por interpretar Daniel Nordström na série dinamarquesa Anna Pihl. Em 2012, ele participou do vigésimo terceiro filme da franquia James Bond, Skyfall. Atualmente está na terceira temporada da série de televisão "The Last Kingdom" como o guerreiro Bloodhair (Cabelo de Sangue).
Ele foi casado de 2001 até 2011 com a também atriz Noomi Rapace. Eles escolheram o sobrenome Rapace juntos após o casamento, que significa "ave de rapina" em francês e italiano. Rapace morou na França durante várias anos e fala francês fluente.

## Filmografia
- 2012 : Skyfall - Patrice